# Лома (фильм)
«Лома» (груз. ლომა) — советский художественный фильм, снятый в 1987 году на киностудии «Грузия-фильм». Режиссёром картины выступил Бидзина Рачвелишвили. Продолжение фильма «Лома — забытый друг» (1982).
Премьера фильма состоялась 26 мая 1988 года.

## Сюжет
Старый хозяин и друг собаки Ломы умирает, и Лому берёт к себе другой родственник. Лома попадает к киллеру, но ему удается сбежать и найти новый дом, чтобы в конце концов вернуться на родину своего хозяина.

## В ролях
- Гига Чиракадзе — Зурико
- Ия Нинидзе — мать Зурико, жена Важи
- Отар Зауташвили — Шалва Багратыч, друг Георгия
- Лери Зардиашвили — пастух
- Резо Имнаишвили — пастух
- Мамука Кучава — Важа, отец Зурико

## Съёмочная группа
- Режиссёр: Бидзина Рачвелишвили
- Сценаристы: Бидзина Рачвелишвили, Нугзар Шатаидзе
- Оператор: Джимшер Кристесашвили
- Композитор: Яков Бобохидзе
- Художники: Бесик Гелашвили, Мераб Джохадзе